# Sphecomorpha forficulifera
Sphecomorpha forficulifera är en skalbaggsart som först beskrevs av Pierre-Émile Gounelle 1913. Sphecomorpha forficulifera ingår i släktet Sphecomorpha och familjen långhorningar.
Artens utbredningsområde är Panama. Inga underarter finns listade i Catalogue of Life.